# Viaggio al centro del tempo
Viaggio al centro del tempo (Journey to the Center of Time) è un film del 1967 diretto da David L. Hewitt.
È un film di fantascienza statunitense sui viaggi nel tempo di una squadra di scienziati che cercano di tornare nel loro anno. Vede come interpreti principali Scott Brady, Anthony Eisley, Gigi Perreau e Abraham Sofaer. È il remake di Viaggiatori del tempo (The Time Travelers) del 1964.

## Trama
Stanton è l'avido capo di una società di ricerca scientifica dopo aver rilevato l'azienda a seguito della morte di suo padre. I suoi dipendenti sono gli scienziati Mark Manning, 'Doc' Gordon e Karen White. A meno che non riescano a dimostrare che i loro esperimenti sui viaggio nel tempo possono produrre risultati, il loro finanziamento sarà tagliato e saranno licenziati.
Disperati, nel corso dell'ultima dimostrazione davanti allo sguardo di Stanton, spingono le loro attrezzature oltre il livello di sicurezza e viaggiano 5000 anni nel futuro. Lì incontrano un gruppo di alieni, guidati da Vina, che sono alla ricerca di un pianeta da colonizzare. Gli alieni non hanno trovato il benvenuto sulla Terra, che si trova nel bel mezzo di una guerra globale che minaccia lo stesso genere umano. Vina li esorta a tornare indietro e a mettere in guardia l'umanità del futuro pericolo, poi muore in un attacco umano.
I viaggiatori del tempo ritornano alla loro "volta del tempo" e tentano il ritorno al presente ma rilevano un'altra macchina del tempo in rotta di collisione. Manning cerca di comunicare lanciando loro un messaggio radio ma l'approccio non funziona. Tentano quindi di lanciare un raggio laser come avvertimento in direzione dell'altra astronave che intanto si avvicina ma ancora una volta il tentativo fallisce. Stanton, terrorizzato dalla ormai prossima collisione, aumenta il raggio laser al massimo e lo direziona verso l'altra astronave, distruggendola.
I tre scienziati e Stanton tentano dunque di tornare al presente ma sbagliano i calcoli e finiscono in un lontano passato, nell'età dei dinosauri. Il loro rubino gigante, un componente chiave della macchina del tempo, viene distrutto. Quando esplorano una grotta vicina, Gordon inciampa nella lava fusa e muore. Poi scoprono molti tipi di gioielli, tra cui rubini.
Sopraffatto dalla cupidigia, Stanton afferra le preziose gemme, torna alla macchina del tempo, sostituisce il rubino e parte senza gli scienziati. Tuttavia, nel suo viaggio di ritorno, sente una trasmissione radiofonica: è Manning e la macchina del tempo con dentro Stanton viene distrutta dall'esplosione causata dal suo io precedente.
Mark e Karen riescono poi a tornare al giorno prima della loro partenza iniziale. Ma qualcosa non va: trovano le loro versioni durante una riunione che vivono ad un ritmo del molto più lento, quasi immobili. Capiscono quindi che si trovano in un'altra dimensione spazio-temporale e che cesseranno di esistere quando il tempo li raggiungerà. La coppia torna ad accelerare la macchina del tempo per cercare di risolvere il problema, ma finiscono irrimediabilmente persi nel tempo e nello spazio. Nella scena finale, la macchina viene mostrata vagante nello spazio tra le stelle.

## Produzione
Il film, diretto e sceneggiato da David L. Hewitt, fu prodotto da Ray Dorn e dallo stesso L. Hewitt per la Borealis Enterprises e la Dorad Corporation. Un titolo alternativo è Time Warp.

## Distribuzione
Il film fu distribuito negli Stati Uniti nel 1967 al cinema dalla American General Pictures.
Alcune delle uscite internazionali sono state:
- in Finlandia (Matka ajan keskipisteeseen)
- in Germania Ovest (Reise ins Zentrum der Zeit)
- in Italia (Viaggio al centro del tempo)

## Critica
Secondo Leonard Maltin il film è "realizzato in maniera molto economica" con sequenze aggiunte dall'originale.